# Acquasanta Terme
Acquasanta Terme – miejscowość i gmina we Włoszech, w regionie Marche, w prowincji Ascoli Piceno.
Według danych na styczeń 2009 gminę zamieszkiwały 3184 osoby przy gęstości 23,1 os./1 km².